# Wauchula
Wauchula es una ciudad ubicada en el condado de Hardee, Florida, Estados Unidos. Según el censo de 2020, tiene una población de 4900 habitantes.
Es la sede del condado. 

## Geografía
La ciudad está ubicada en las coordenadas 27°32′49″N 81°48′36″O / 27.54694, -81.81000 (27.546903, -81.810087). Según la Oficina del Censo de los Estados Unidos, Wauchula tiene una superficie total de 8.46 km², correspondientes en su totalidad a tierra firme.

## Demografía
Según el censo de 2020, hay 4900 personas residiendo en Wauchula. La densidad de población es de 579.20 hab./km². El 54.4% de los habitantes son blancos, el 7.7% son afroamericanos, el 0.5% son amerindios, el 0.9% son asiáticos, el 0.1% son isleños del Pacífico, el 16.0% son de otras razas y el 20.5% son de una mezcla de razas. Del total de la población, el 48.7% son hispanos o latinos de cualquier raza.